# Pierre de l'Horloge
La Pierre de l'Horloge est un mégalithe situé à Saint-Saturnin-du-Limet, en France.

## Description
Le mégalithe est situé au pied de la côte de Rochepoulain, à 2 km au sud-est du bourg de Saint-Saturnin-du-Limet et à 900 m au nord-est du bourg de Renazé, dans le département français de la Mayenne.

## Protection
La pierre fait l’objet d’une inscription au titre des monuments historiques depuis le 21 octobre 1953.